# Giacomo Cordella
Giacomo Cordella   (Nàpols, 25 de juliol de 1786 - Nàpols, 2 de maig de 1847) fou un compositor italià.
Es va educar a la seva ciutat natal amb Fedele Fenaroli i Giovanni Paisiello, i amb l'ajuda d'aquest últim, que podria estar representat en Venècia la seva primera òpera, Il ciarlatano, que va ser ben rebuda i després va ser presentada en altres ciutats del nord d'Itàlia.
Va continuar la seva carrera principalment a Nàpols, on va ser apreciat per les seves òperes còmiques, mentre que les seves poques obres serioses van fracassar. També va compondre música sagrada.

## Teatre
- Il ciarlatano, ossia I finti savoiardi, farsa graciosa en un acte, llibret de Luigi Buonavoglia, Venècia, "Teatre San Moisè", 11 de febrer de 1805
- The Innkeeper Scaltra, Nàpols, Teatro San Carlo, 27 de juny de 1807
- Annibale in Capua, drama per música en dos actes, llibret potser d'Antonio Simeone Sografi, Nàpols, Teatro San Carlo, 21 d'octubre de 1809
- L'isola incantata, farsa en un acte, Nàpols, Teatre Nuovo, estiu de 1809
- Una follia, comèdia per a música en dos actes, llibret d'Andrea Leone Tottola, Nàpols, Teatro dei Fiorentini, 1813
- L'avaro, comèdia per a música en dos actes, llibret de Giuseppe Palomba, Nàpols, Teatro dei Fiorentini, tardor de 1814
- L'azzardo fortunato, comèdia per a musica en un acte, llibret d'Andrea Leone Tottola, Nàpols, Teatro dei Fiorentini, carnaval de 1815
- La representaglia, ovvero Amore alla prova, llibret de Cesare Sterbini, Roma, Teatro Valle, el 26 de desembre de 1818
- Il contraccambio, drama còmic en dos actes, llibret de Cesare Sterbini, Roma, Teatro Valle, carnaval 1819
- Lo scaltro millantatore, comèdia per a musica en dos actes, llibret de Giuseppe Palomba, Nàpols, Teatro Nuovo, 16 de juliol de 1819
- Lo sposo di provincia, comèdia per a musica en dos actes, llibret de Giovanni Schmidt, Roma, Teatre Argentina, 29 de setembre de 1821
- Il castello degli invalidi, farsa en un acte, Nàpols, Teatre Nuovo, 1823
- Il frenetico per amore, melodramma en dos actes, Nàpols, Teatro Nuovo, tardor de 1824
- Alcibiades, azione eroica en dos actes, llibret de Luigi Prividali, Venècia, Teatre La Fenice, 26 de desembre de 1824
- Gli avventurieri, melodramma còmic en dos actes, llibret de Felice Romani, Milà, Teatro della Canobbiana, 6 de setembre de 1825
- La bella prigioniera, opera buffa en dos actes, Nàpols, Teatre del Fondo, 1826
- Il marito disperato, comèdia còmica per a música en dos actes, llibret d'Andrea Passaro, Nàpols, Teatro del Fondo, quaresma 1833 (de la comèdia del mateix nom de Giovanni Battista Lorenzi)
- I due furbi, comèdia per a música en dos actes, llibret de Giuseppe Palomba (revisat per Andrea Passaro), Nàpols, Teatro Nuovo, 16 de juliol de 1835
- Matilde di Lanchefort, melodrama històric en dos actes, llibret d'Andrea Passaro, Nàpols, Teatro del Fondo, primavera 1838
- L'abitator delle rupi.
- Nozze campestri, drama per a música en un acte, llibret de Giovanni Schmidt, Nàpols, Teatro San Carlo, 30 de maig de 1840

## Altres treballs
- Il tempio di Gerosolima, oratori, Nàpols, 1798 (en col·laboració amb Mariano Cordella)
- La vittoria dell'Arca contro Gerico, cantata, Nàpols, 1804
- Manfredi trovatore, cantata, Nàpols, Teatro San Carlo, 6 de juliol de 1836 (amb altres compositors)
- Dono a Partenope, cantata, llibret de Giovanni Schmidt, Nàpols, Teatro San Carlo, 30 de maig de 1840 (amb altres compositors)

També va compondre altres obres, com ara misses, motets, peces per a grups reduïts d'instruments, etc...